# Bankzettel
Bankzettel sind Zettel am Kirchengestühl mit den Klar- oder Vulgonamen der Pfarrmitglieder, die diesen Sitzplatz käuflich erworben haben und dafür einen jährlichen, durch die Stuhlfrau erhobenen Zins entrichteten. In größeren Kirchen existierten auch Stuhlpäne. 
Der Zins war vor Einführung der Kirchensteuer eine wichtige regelmäßige Einnahme für die Kirchengemeinden.

Stuhlplan der 1818 abgerissenen Lüneburger Marienkirche
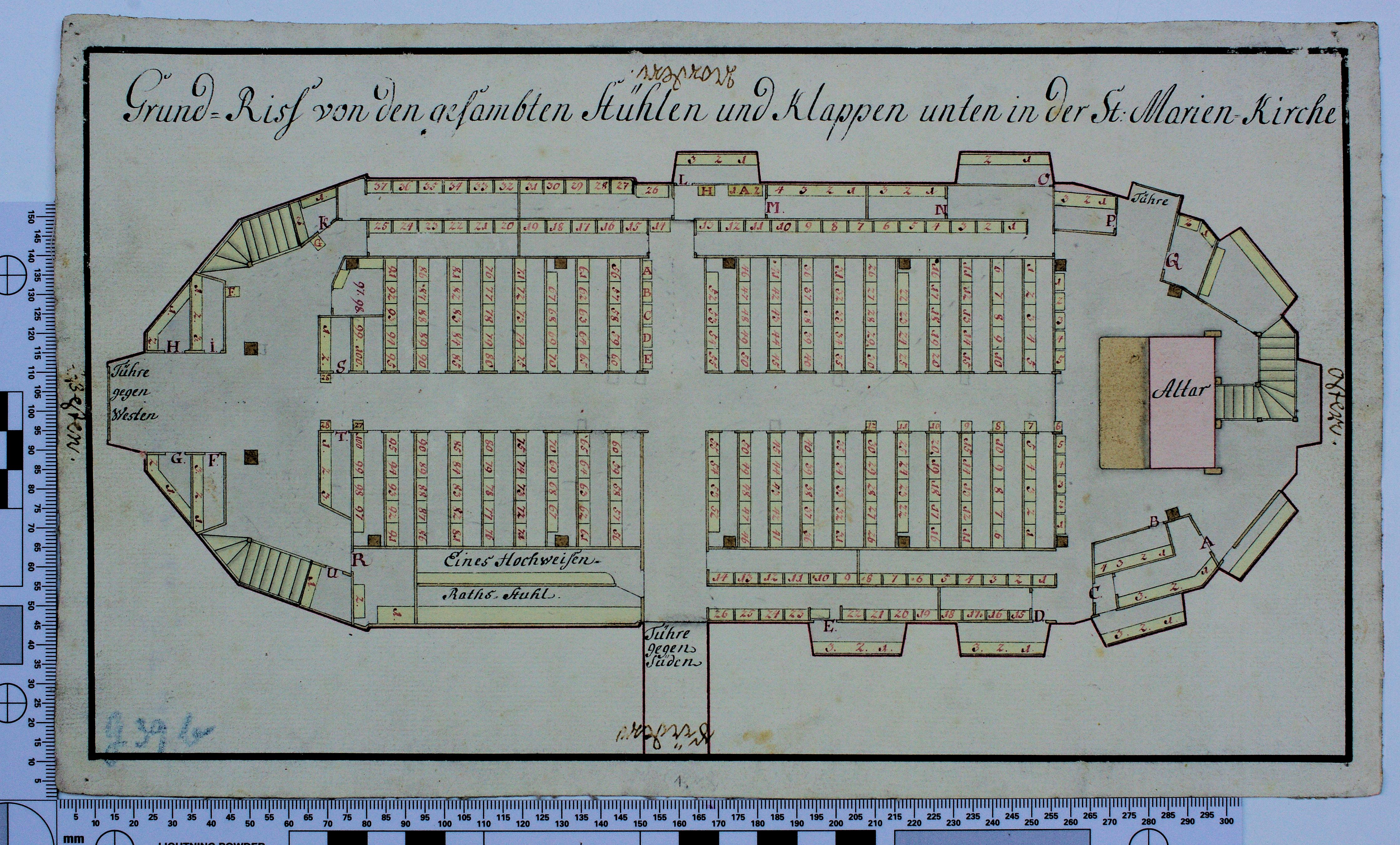
Erdgeschoss
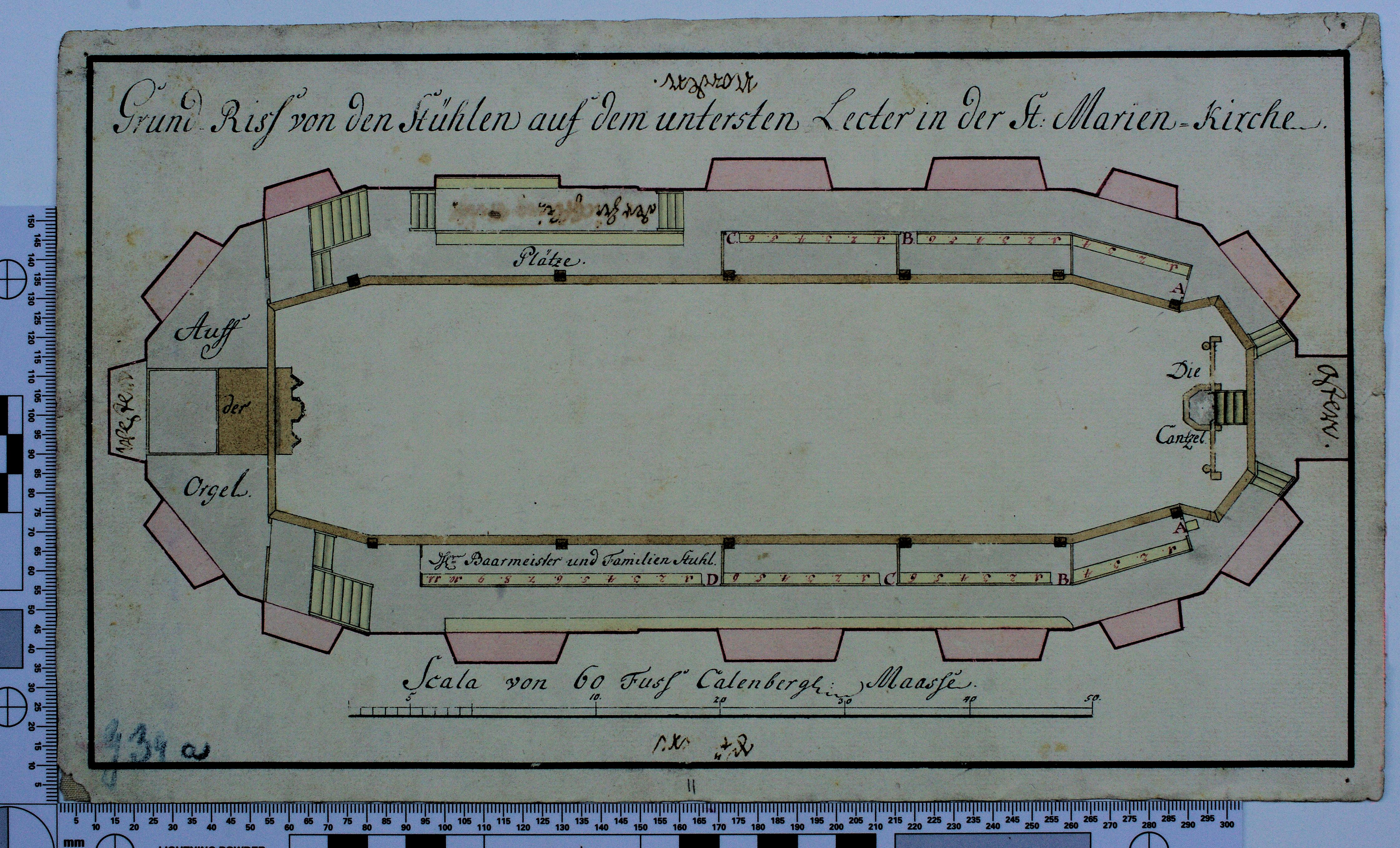
Untere Empore
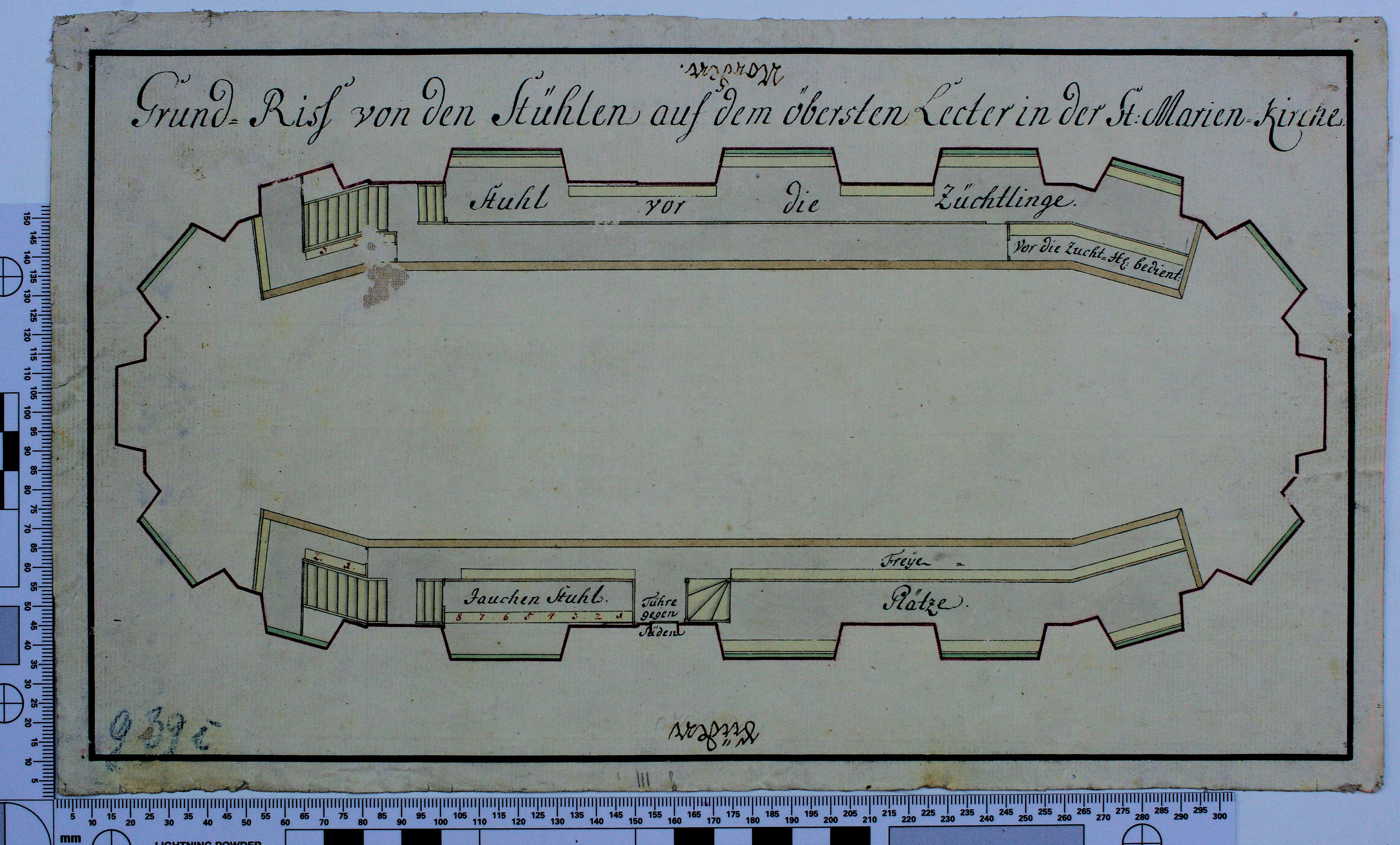
Obere Empore